# Power Mac G4 Cube
Power Mac G4 Cube – wydanie komputera Power Mac G4 w zupełnie zmienionej obudowie, produkowanego od lipca 2000 do lipca 2001.
Komputer posiadał procesor PowerPC G4 o częstotliwości 450 lub 500 MHz.